# Castíssimo Coração de São José
O Castíssimo Coração de José (em latim: Cor Iosephi Purissimum) é uma devoção católica que venera São José como um "homem justo", destacando particularmente seu papel virtuoso como imagem de Deus Pai. Abrange a devoção e o amor cultivado no coração de São José pela Santíssima Trindade, incluindo sua profunda união com seu filho Jesus Cristo, pela Virgem Maria, sua esposa, e por toda a humanidade. Enfatiza também seu relacionamento com Maria de forma casta e virginal.
Em relação a necessidade da devoção ao Castíssimo Coração de São José e aos símbolos que se entrelaçam a ele, a Irmã Mildred Mary Neuzil relata uma experiência mística que teve com o próprio santo, datada de 18 de março de 1958:

Vi, então, seu coração puríssimo. Parecia jazer numa cruz de cor marrom. Pareceu-me que no alto do coração, em meio às chamas que manavam dele, havia um lírio de um branco puro. Então ouvi as seguintes palavras: "Vê este coração puro, tão agradável Àquele que o criou".
São José prosseguiu:

"A cruz, minha pequenina, sobre a qual repousa meu coração é a cruz da Paixão, que sempre esteve presente diante de mim, causando-me intenso sofrimento. Desejo que as almas venham ao meu coração para aprender a verdadeira união com a vontade divina".

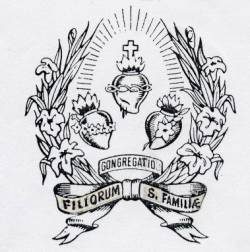
Emblema da congregação clerical Filii Sacrae Familiae (Filhos da Sagrada Família), fundada em 1864; de uma impressão do século XIX

Ao contrário das devoções ao Sagrado Coração de Jesus e ao Imaculado Coração de Maria, não existe um culto litúrgico ao Castíssimo Coração de José, sendo, portanto, reservado a uma devoção privada.
Em 20 de maio de 2022, o Papa Francisco recebeu das mãos de Dom Jaime Vieira Rocha, arcebispo de Natal, uma carta escrita por uma leiga da Arquidiocese de Natal com um pedido para instituir no Calendário Romano da Igreja, a memória litúrgica em honra ao Castíssimo Coração de São José. Desde maio de 2024, esta mesma leiga está à frente, junto a vários apostolados, de uma petição virtual mundial (www.corjoseph.org), disponível em seis idiomas - português, inglês, espanhol, italiano, francês e alemão com o objetivo de coletar assinaturas para serem entregues ao Santo Padre. Para esta celebração, pede-se que seja instituída a memória do Castíssimo Coração de São José na primeira quarta-feira após a solenidade do Sagrado Coração de Jesus e da memória do Imaculado Coração de Maria.